# Wednesday (TV-serie)
Wednesday är en amerikansk skräckkomedi-TV-serie baserad på karaktären Wednesday Addams från Familjen Addams. Serien är skapad av Alfred Gough och Miles Millar, med Jenna Ortega i titel- och huvudrollen. Birollerna spelas av bland andra Emma Myers, Hunter Doohan, Joy Sunday, Catherine Zeta-Jones, Luis Guzmán, Isaac Ordonez, Gwendoline Christie, Riki Lindhome, Jamie McShane, Fred Armisen och Christina Ricci. Fyra av de åtta avsnitten är regisserade av Tim Burton, som också är exekutiv producent. Serien kretsar kring titelkaraktären, som försöker lösa ett monstermysterium på sin skola. I januari 2023 förnyades serien för en andra säsong, som hade premiär 2025.

## Premiär
En första teasertrailer för Wednesday släpptes den 17 augusti 2022, följt av en fullständig trailer den 9 oktober och avslöjandet av seriens öppningssekvens den 8 november. Wednesday hade premiär den 16 november 2022 på Hollywood Legion Theatre i Los Angeles. Dess åtta avsnitt släpptes på Netflix den 23 november 2022. Seriens andra säsong kommer att delas upp i två delar, med premiär för den första delen den 6 augusti 2025 och den andra den 3 september samma år.

## Rollista (i urval)
| Jenna Ortega         | – Wednesday Addams       |
| Catherine Zeta-Jones | – Morticia Addams        |
| Luis Guzmán          | – Gomez Addams           |
| Riki Lindhome        | – Valerie Kinbott        |
| Jamie McShane        | – Sheriff Donovan Galpin |
| Hunter Doohan        | – Tyler Galpin           |
| Evie Templeton       | – Agnes DeMille          |
| Georgie Farmer       | – Ajax Petropolus        |
| Moosa Mostafa        | – Eugene Otinger         |
| Emma Myers           | – Enid Sinclair          |
| Naomi J Ogawa        | – Yoko Tanaka            |
| Joy Sunday           | – Bianca Barclay         |
| Percy Hynes White    | – Xavier Thorpe          |
| Gwendoline Christie  | – Larissa Weems          |
| Victor Dorobantu     | – Thing                  |
| Christina Ricci      | – Marilyn Thornhill      |
| Fred Armisen         | – Uncle Fester           |